# Saint-Martin-Choquel
Saint-Martin-Choquel ist eine französische Gemeinde mit 444 Einwohnern (Stand: 1. Januar 2022) im Département Pas-de-Calais in der Region Hauts-de-France (vor 2016 Nord-Pas-de-Calais). Sie gehört zum Arrondissement Boulogne-sur-Mer und zum Kanton Desvres. Die Einwohner werden Choquellois genannt.

## Geographie
Saint-Martin-Choquel liegt etwa 19 Kilometer ostsüdöstlich von Boulogne-sur-Mer. Die Gemeinde gehört zum Regionalen Naturpark Caps et Marais d’Opale.
Umgeben wird Saint-Martin-Choquel von den Nachbargemeinden Selles im Norden, Lottinghen im Osten und Nordosten, Vieil-Moutier im Osten, Bécourt im Süden und Südosten, Courset im Süden und Südwesten sowie Menneville im Süden.

## Bevölkerungsentwicklung
| Jahr                      | 1962 | 1968 | 1975 | 1982 | 1990 | 1999 | 2006 | 2013 |
| Einwohner                 | 280  | 277  | 304  | 353  | 344  | 397  | 435  | 467  |
| Quelle: Cassini und INSEE |      |      |      |      |      |      |      |      |

## Sehenswürdigkeiten
- Kirche Saint-Martin aus dem 17. Jahrhundert

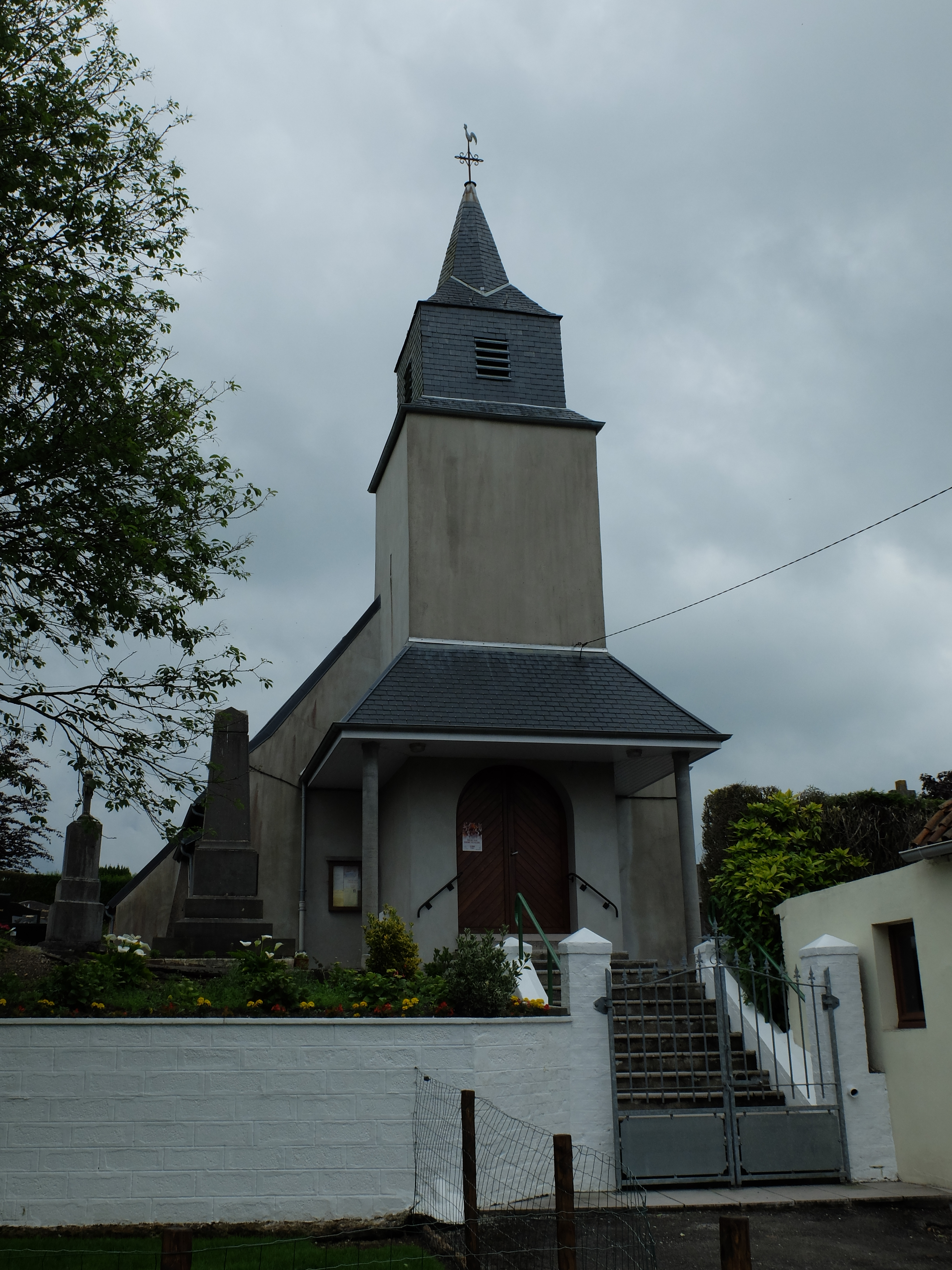
Kirche Saint-Martin

- Schloss aus dem Jahre 1778